# KVLY電視塔
47°20′32″N 97°17′21″W / 47.34222°N 97.28917°W
KVLY電視塔（英語：KVLY-TV mast），前身為 KTHI電視塔（KTHI-TV mast）是一個在美國北達科塔州特雷尔縣的電視傳送塔，使用北達科塔州法戈KVLY第11號頻道。電視塔高 628.8 米，曾是全世界由地面上算起最高的人造建構物（1963年－1974年，1991年－2008年），塔中有升降機可以直達塔尖。2019年，电视塔頂部安裝的VHF天線因FCC頻譜重新包裝而被拆除，高度降至605.6米。

## 簡介
這電視塔距離布蘭切特西邊約 3 里，約在佛哥及大福克斯兩地的中間。它在1963年建成的時候曾是世界最高的人造結構，但在1974年，華沙電台廣播塔建成，以 18 米高度之距成為世界第一；可是它在1991年倒塌，而美國的KVLY塔則重新奪回首位，直至2008年被阿拉伯聯合酋長國迪拜的哈利法塔（當時 629 米，建成後為 828 米）取代。
該塔是由漢密爾頓監督所及克萊恩鋼鐵公司興建，用了 30 天完成，而當時的造價則為 $500,000 美元（換算為現在的 $320 萬美元）。
該塔現在是由俾斯麥市北達科塔電視台所擁有，用以播放KVLY第 11 頻道；它的播放功率為 316 千瓦，廣播範圍則約 78,000 平方公里。
在該塔完成一段時間後，聯邦航空管理局以塔的高度（628.8米）作為日後天线塔高度的一般限制。

## 外部連結
- Structurae: KVLY Tower （页面存档备份，存于）
- Tower web page at KVLY-TV
- FCC listing （页面存档备份，存于）
- Listing on the Skyscraper Page （页面存档备份，存于）
- http://www.skyscraperpage.com/diagrams/?b471 （页面存档备份，存于）
- http://www.pbase.com/talshiarr/kvly （页面存档备份，存于）